# Pekalongan
Pekalongan es una ciudad de Java Central, en Indonesia, localizada entre las ciudades de Semarang y Cirebon. Es conocida por la producción de batik, al que incluso tiene dedicado un museo. Conserva bastante arquitectura colonial.